# Бинарова
Бинаро́ва (пол. Binarowa) — село в Польше, находящееся на территории гмины Беч Горлицкого повета Малопольского воеводства.

## География
Солецтво Бинарова, занимая площадь 1.525 гектаров, является самой крупной территориально-административной единицей гмины Беч. Село располагается на Малопольском пути деревянной архитектуры.

## История
В 1348 году польский король Казимир Великий выдал привилегию двум солтысам Миколаю Влосничару и Герману для основания селения ниже Беча. Королевский акт учредил солецтво на берегу реки Щитницы (сегодня называется Ситничанка). Этот год считается годом основания села Бинарова.
В 1975-1998 годах село Бинарова административно входило в Кросненское воеводство.

## Достопримечательности
- Церковь Святого Михаила Архангела (Бинарова) – объект Всемирного наследия ЮНЕСКО;
- Воинское кладбище № 110 (Бинарова) – воинское захоронение времён Первой мировой войны.